# Tucson, Arizona
Tucson (pronunție conform IPA, ˈtuːsɒn) este un al doilea oraș ca mărime a populației din statul Arizona al Statelor Unite ale Americii. GR6 Important centru universitar și de afaceri, respectiv sediul comitatului Pima, Tucson este situat, precum întreaga treime inferioară a statului Arizona, în deșertul Sonora, în sud-estul statului arizonean, la circa 188 de km (sau 118 mile) sud-est de capitala statului, orașul Phoenix, și la 94 de km (sau 60 de mile) nord de granița Statelor Unite cu Mexic.
Conform datelor statistice furnizate de United States Census Bureau, la 1 iulie 2006, estimarea populației orașului era de 541.811,, respectiv cu o populație a zonei metropolitane de 1.023.320 (estimată la 1 iulie 2008), Tucson se situa pe un loc între primele 40 cele mai populate orașe ale Uniunii, respectiv între primele 60 de zone metropolitane ale țării. Tucson este cel mai mare oraș al sudului Arizonei, al doilea din Arizona după Phoenix, capitala statului, și sediu al prestigioasei instituții de învățământ superior University of Arizona (Universitatea Arizonei).

## Personalități născute aici
- Robert Dean (1929 - 2018), ufolog.